# Відкритий чемпіонат Японії з тенісу AIG 2002
Відкритий чемпіонат Японії з тенісу AIG 2002 - чоловічий і жіночий тенісний турнір, що проходив на відкритих кортах з твердим покриттям Ariake Coliseum у Токіо (Японія). Належав до серії International Gold в рамках Туру ATP 2002, а також серії Tier III в рамках Туру WTA 2002. Тривав з 30 вересня до 6 жовтня 2002 року. Кеннет Карлсен і Джилл Крейбас здобули титул в одиночному розряді.

## Фінальна частина

### Одиночний розряд, чоловіки
Кеннет Карлсен —  Магнус Норман 7–6(8–6), 6–3
- Для Карлсена це був єдиний титул за сезон і 2-й - за кар'єру.

### Одиночний розряд, жінки
Джилл Крейбас —  Сільвія Талая 2–6, 6–4, 6–4
- Для Крейбас це був єдиний титул за сезон і 1-й — за кар'єру.

### Парний розряд, чоловіки
Джефф Кутзе /  Кріс Гаггард —  Ян-Майкл Гембілл /  Грейдон Олівер 7–6(7–4), 6–4
- Для Кутзе це був 2-й титул за сезон і 2-й - за кар'єру. Для Гаггарда це був 2-й титул за сезон і 3-й - за кар'єру.

### Парний розряд, жінки
Асагое Сінобу /  Міягі Нана —  Світлана Кузнецова /  Аранча Санчес Вікаріо 6–4, 4–6, 6–4
- Для Асагое це був 2-й титул за сезон і 2-й - за кар'єру. Для Міяґі це був єдиний титул за сезон і 10-й — за кар'єру.